# Die Gouvernante
Die Gouvernante ist eine Novelle von Stefan Zweig aus dem Jahr 1911.

## Handlung
Ein seltsames Ereignis verstört zwei Geschwister – Mädchen im Alter von zwölf und dreizehn Jahren – so sehr, dass der Erzähler am Ende des Textes kommentiert: „Seit gestern sind sie keine Kinder mehr“.
Die beiden Kinder haben an den geschlossenen Zimmertüren ihrer Wohnung, einem großbürgerlichen Haus, gelauscht. Sie lieben ihre Gouvernante und können sich nicht erklären, warum die Frau so verstört ist. Zudem erhalten die Mädchen von keiner Seite irgendeine entsprechende Auskunft. Mit geschärften Sinnen beobachten sie, dass ihr Cousin Otto, ein Student, in das Zimmer der Gouvernante gerufen worden ist. Dort eröffnet ihm die Gouvernante, dass sie von ihm schwanger ist. Die beiden Mädchen, die – wie es in der damaligen Zeit üblich ist, sexuell nicht aufgeklärt sind – können sich keinen Reim auf die Geschichte machen. Otto, der seit Jahren im Hause des Onkels wohnt, steht nicht zu seiner Tat, sondern ergreift die Flucht und zieht um in eine Studentenbude. Die Frau des Hauses entlässt die schwangere Gouvernante, die sich kurz vor dem Kündigungstermin das Leben nimmt.